# 徐子見
- 關於香港電視劇《萬里長情》編導，請見「徐子見 (編導)」。

徐子見（英語：Andy Chui Chi-kin，1967年7月17日—），暱稱「徐仔」，香港民主派人士，柴灣起動召集人，前香港東區區議會漁灣選區議員。他於2015年香港區議會選舉擊敗競逐連任的時任立法會議員、民建聯成員鍾樹根而當選。2019年再次擊敗民建聯對手而成功連任。2021年5月10日，因民主派初選案被還押，無法履行議會職務，宣布辭去東區區議員職務。

## 生平
徐子見籍貫廣東清遠，畢業於慈幼英文學校（小學部）、文理書院 (香港)及香港理工學院，考獲商科專業文憑，曾投身保險業和經營公司。

### 雨傘運動
徐子見說他在雨傘運動後改變了自己專注經濟而忽略政治的想法，參與過傘後組織香港民主宣傳小組及傘下爸媽當義工，佔中期間在佔領區留守達79天。

### 2015年區議會選舉
徐子見在2015年香港區議會選舉中在提名期最後一天（即2015年10月15日），才報名參選，他表示這是為了阻止當時選區唯一一位報名參選人、民建聯的鍾樹根再度自動當選。他報稱自己為「小企業經營者」。他稱自動當選機制剝奪市民投票權，又認為自己曾於柴灣就學，對該區有認識，故此就選了漁灣選區。在選舉期間，徐發現對手鍾樹根的辦事處每天只開放五小時，鍾本人在首兩週亦只曾出現兩次，因此徐針對鍾部署，每天在區內設街站服務市民。
選區於2015年11月22日完成投票，投入選區僅六週時間的徐子見爆冷以2,026票擊敗得1,863票的鍾樹根，贏得議席。當選後他表示將全程投入服務選區。
| 政党   | 政党                      | 候选人    | 票数  | %     | ±      |
| ------ | ------------------------- | --------- | ----- | ----- | ------ |
|        | 民建聯                    | 1. 鍾樹根 | 1,863 | 47.90 | 不適用 |
|        | 傘下爸媽/香港民主宣傳小組 | 2. 徐子見 | 2,026 | 52.10 | 不適用 |
| 多数票 | 多数票                    | 多数票    | 163   | 4.19  | 不適用 |

### 2016年立法會選舉
他在2016年香港立法會選舉，參選香港島選區。然而，由於他的支持度一直在最低兩名內徘徊，在9月2日宣布放棄一切選舉工程，結果最終以全區最低的670票（0.18%）落選。

### 2019年區議會選舉
徐子見在漁灣工作三年多後，決定競逐連任，並成立地區聯盟柴灣起動。主要對手為民建聯、工聯會雙牌頭、接替鍾樹根代表建制派出選的劉堅。徐子見憑著務實的地區工作、以及「反送中」之政治浪潮之下，結果以逾1,500票之差勝出，勝幅逾22%。
| 政党   | 政党           | 候选人    | 票数  | %     | ±      |
| ------ | -------------- | --------- | ----- | ----- | ------ |
|        | 柴聯體育會     | 1. 胡健南 | 30    | 0.46  | 不適用 |
|        | 無黨派         | 2. 蔡翠雲 | 196   | 3.05  | 不適用 |
|        | 柴灣起動       | 3. 徐子見 | 3,814 | 59.46 | +7.36  |
|        | 民建聯/ 工聯會 | 4. 劉堅   | 2,374 | 37.01 | 不適用 |
| 多数票 | 多数票         | 多数票    | 1,440 | 22.45 | 不適用 |

## 軼事
徐子見在2015年香港區議會選舉中在提名期最後一天（即2015年10月15日），才報名參選，他表示這是為了阻止當時選區唯一一位報名參選人、民建聯的鍾樹根再度自動當選。最後徐取得2026票，以163票之差將出任區議員長達24年的鍾樹根砍於馬下，被視為民建聯於當屆選舉中最大的敗績。
之後有約150名網民響應網上號召，於選舉翌日到他的漁灣邨辦事處外舉行「斬樹除根慶祝大會」，開香檳和高唱由香港歌手徐小鳳主唱的歌曲《喜氣洋洋》，「慶祝」鍾被徐子見擊敗。鍾為兩位在是屆選舉中「落馬」的建制派立法會議員之一（另一位為於沙田頌安選區敗於工黨葉榮的民建聯葛珮帆）。
2019年，徐子見反對逃犯條例修訂草案運動期間，曾在6月協助申請東區遊行，但警方只批准於維多利亞公園集會。同年八月三十一號晚，徐子見於柴灣港鐵站觀察「接放學活動」，後來港鐵全線停駛，他於站內協助市民乘車離開柴灣，最後被警方以「公眾地方行為不檢」拘捕。大批民主派人士於凌晨到柴灣警察宿舍發起抗議，終引發柴灣出現第一枚催淚彈。
及後，徐子見聯同五名於運動中被逮捕和受傷民主派人士成立「反濫權大控訴眾籌計劃」，協助十名民主派人士以民事訟方法向警員進行索償。
自2020年警方大規模逮捕民主派人士，徐子見經常與其他東區區議員到北角警署協助被捕民主派人士家人和被捕民主派人士。及到國安法引入香港，因疫情關係，民主派一直無法申請和平遊行，徐子見聯同曾建成申請於2020年6月28日舉行區議員遊行，但警方以疫情和阻礙警務署長執行職務為由反對。
到6月28日，徐子見在旺角被警方以非法集結罪名第二次被捕，同時還有區議員林兆彬和有許多民主派人士包括八十多歲年老人士及其他民主派人士共53人被捕。
徐子見參與民主派初選，並指35+的理念跟自己2015年參選時一樣，就是希望把建制派摒棄於議會之外，讓民主派能夠有機會可以在議會中過半數，能夠主導議會。

## 資料來源
1. ↑  憲報號外第20卷第22期 （页面存档备份，存于），香港政府
2. ↑  . 立場新聞.   [2021-05-10]. （原始内容存档于2021-05-23）.
3. ↑  . 香港電台. 2021-05-10  [2021-08-18]. （原始内容存档于2021-08-18）.
4. ↑  . 香港電台. 2021-05-21  [2021-05-21]. （原始内容存档于2021-08-18）.
5. 1 2  截擊鍾樹根 徐子見：太多人自動當選 （页面存档备份，存于），長青網，2015-10-17
6. ↑  中年大叔徐子見挑機鍾樹根 誓連「根」拔起 （页面存档备份，存于），獨立媒體 inmediahk.net，2015-11-12
7. 1 2  零名氣 缺資源 無政黨支持 徐子見用6周 拔21年「根」 （页面存档备份，存于），蘋果日報，2015-11-24
8. 1 2  撼贏鍾樹根 徐子見：屋企人最初以為我黐線 （页面存档备份，存于），蘋果日報，2015-11-23
9. ↑  政情：候任漁灣區議員無得「見」家人 （页面存档备份，存于），東方報業集團網站，2015-11-28
10. ↑  賀樹根落選 網民踩上門開香檳唱喜氣洋洋 （页面存档备份，存于），東方報業集團網站，2015-11-23
11. ↑  逾百市民漁灣慶祝鍾樹根落選 （页面存档备份，存于），now新聞，2015-11-23
12. ↑  民建聯兩星級議員墮馬 市民祝酒高歌 慶賀斬「樹」 （页面存档备份，存于），蘋果日報，2015-11-24
13. ↑  現任雙料議員鍾樹根葛珮帆雙雙落敗 （页面存档备份，存于），東方報業集團網站，2015-11-23

## 外部連結
- 2015年區議會選舉徐子見候選人資料（页面存档备份，存于）
- 2015年區議會選舉官方網站選舉結果 （页面存档备份，存于）
- 東區區議會 - 東區區議會議員資料 徐子見先生（页面存档备份，存于）

- 徐子見Facebook專頁

| 議會席位      | 議會席位                                             | 議會席位 |
| ------------- | ---------------------------------------------------- | -------- |
| 前任： 鍾樹根 | 東區區議會 漁灣選區區議員 2016年1月1日－2021年5月9日 | 空缺     |